# Định Môn
Định Môn là một xã thuộc huyện Thới Lai, thành phố Cần Thơ, Việt Nam.
Xã Định Môn có diện tích 23,72 km², dân số năm 1999 là 10.988 người, mật độ dân số đạt 463 người/km².